# Barbadillo del Pez
Barbadillo del Pez  est une commune d'Espagne dans la communauté autonome de Castille-et-León, province de Burgos. Elle s'étend sur 20,76 km2 et comptait environ 80 habitants en 2011.